# Somewhere up there
Somewhere up there is een lied van de Nederlandse band The Cats uit 1969. Het is de eerste compositie op een plaat van The Cats die werd geschreven door Piet Veerman, die het jaar ervoor de leadzang van de band had overgenomen. Veerman schreef uiteindelijk negenendertig nummers voor The Cats.
Het is een liefdeslied waarin een man zijn geliefde toezingt die niet meer bij hem is. Hij vraagt haar bij hem te komen en opnieuw hun dromen te delen, opdat ze nooit meer vaarwel zullen zeggen.
Het lied valt in te delen in de psychedelische muziek en heeft verder ook de elementen uit de palingsound in zich, van de zang van Piet Veerman, orkestratie en de samenzang van de andere bandleden.
Het lied verscheen in 1969 voor het eerst op een plaat, toen het als B-kant van de een single verscheen met op de A-kant het lied Marian. In de Verenigde Staten waren de A- en B-kant in 1970 andersom, met Somewhere up there op de A-kant. Het verscheen niet meteen op de elpee Colour us gold, die bij intekening al goud opleverde, maar werd later wel toegevoegd op heruitgaven van deze elpee op cd. Verder verscheen het op een vijftal verzamelalbums, waaronder The Cats uit 1971, en dvd The Complete Collection uit 2002. Ook verscheen het op het Duitse album The Cats (Die Goldkatzen aus den Niederlanden) uit 1971, en op 45 Lives die wel in de VS maar niet in Nederland uitkwam.